# Let's Dance 2021
Let's Dance 2021 var den sextonde säsongen av TV-programmet Let's Dance, som hade premiär i TV4 den 20 mars 2021. Nya programledare för denna säsong var Petra Mede och David Lindgren.
Nytt för denna säsong var att de två dansparen med minst antal röster möts i en dansduell där paret med lägst antal röster slutligen måste lämna tävlingen.
För första gången sändes tävlingen på lördagar i stället för på fredagar.

## Tävlande
- Carola Häggkvist[2] – dansar med Tobias Karlsson
- Martin Melin – dansar med Maria Zimmerman
- Suzanne Axell – dansar med Tobias Bader
- Hanna Hedlund – dansar med Tobias Wallin
- Michel Tornéus – dansar med Jasmine Takács
- Anis Don Demina – dansar med Katja Luján Engelholm
- Filip Lamprecht – dansar med Linn Hegdal
- Keyyo (Kristina Petrushina) – dansar med Hugo Gustafsson
- Janne Josefsson – dansar med Malin Watson

## Omröstning
I det första programmet den 20 mars 2021 röstades ingen ut. Den förste att lämna Let's Dance 2021 blev Janne Josefsson den 27 mars 2021. Nästa på tur att bli utröstad var Martin Melin vilket skedde den 3 april 2021. Den 10 april 2021 blev Suzanne Axell den tredje att bli  utröstad. Hanna Hedlund förlorade duellen mot Anis Don Demina och blev därmed den fjärde personen som fick lämna tävlingen den 17 april trots att hon tidigare på kvällen hade, liksom Anis, fått högsta domarpoängen från alla domare.
Carola Häggkvist lämnade programmet den 27 april, av hälsoskäl.
Den 28 april meddelade TV4 att Keyyo skulle återvända till tävlingen och ersätta Carola Häggkvist.

## Program

### Program 1
Sändes på TV4 den 20 mars 2021. Deltagarna nedan står angivna efter startordningen.
1. Anis Don Demina och Katja Lujan Engelholm - Quickstep (Blinding Lights)
2. Hanna Hedlund och Tobias Wallin - Cha-cha (Don’t You Worry ’Bout a Thing)
3. Filip Lamprecht och Linn Hegdal - Tango (There's Nothing Holdin' Me Back)
4. Martin Melin och Maria Zimmerman - Quickstep (Dance Monkey)
5. Keyyo och Hugo Gustafsson - Samba (The Greatest)
6. Janne Josefsson och Malin Watson - Cha-cha (Everlasting Love)
7. Suzanne Axell och Tobias Bader - Tango (I Do)
8. Michel Tornéus och Jasmine Takács - Samba (All Night Long (All Night))
9. Carola Häggkvist och Tobias Karlsson - Tango (Viva la Vida)

#### Juryns poäng
| Nr | Tävlingspar                               | Dermot Clemenger | Ann Wilson | Tony Irving | Poängsumma |
| -- | ----------------------------------------- | ---------------- | ---------- | ----------- | ---------- |
| 1  | Anis Don Demina och Katja Lujan Engelholm | 3                | 4          | 3           | 10         |
| 2  | Hanna Hedlund och Tobias Wallin           | 4                | 4          | 4           | 12         |
| 3  | Filip Lamprecht och Linn Hegdal           | 5                | 5          | 6           | 16         |
| 4  | Martin Melin och Maria Zimmerman          | 2                | 2          | 1           | 5          |
| 5  | Keyyo och Hugo Gustafsson                 | 4                | 4          | 4           | 12         |
| 6  | Janne Josefsson och Malin Watson          | 3                | 2          | 2           | 7          |
| 7  | Suzanne Axell och Tobias Bader            | 2                | 2          | 2           | 6          |
| 8  | Michel Tornéus och Jasmine Takács         | 4                | 4          | 5           | 13         |
| 9  | Carola Häggkvist och Tobias Karlsson      | 5                | 5          | 6           | 16         |

#### Utröstningen
Denna vecka röstades ingen av deltagarna ut men poängen och rösterna deltagarna fick togs med till veckan därpå. Nedan visas dock ändå de par som erhöll minst samt flest antal poäng sammanlagt från både tittare och jury
| Lägst antal poäng                |
| Martin Melin och Maria Zimmerman |

| Högst antal poäng                    |
| Carola Häggkvist och Tobias Karlsson |

### Program 2
Sändes på TV4 den 27 mars 2021. Deltagarna nedan står angivna efter startordningen.
1. Keyyo och Hugo Gustafsson - American Smooth (Confident)
2. Suzanne Axell och Tobias Bader - Cha-cha (Sway)
3. Anis Don Demina och Katja Lujan Engelholm - Samba (Watermelon Sugar)
4. Hanna Hedlund och Tobias Wallin - Paso Doble (Rather Be)
5. Carola Häggkvist och Tobias Karlsson - Cha-cha (Det Bästa Kanske Inte Hänt Än)
6. Michel Tornéus och Jasmine Takács - American Smooth (Haven't Met You Yet)
7. Martin Melin och Maria Zimmerman - Samba (In Your Eyes)
8. Janne Josefsson och Malin Watson - Paso Doble (Genom Eld)
9. Filip Lamprecht och Linn Hegdal - Cha-cha (Tror Du Att Han Bryr Sig)

#### Juryns poäng
| Nr | Tävlingspar                               | Dermot Clemenger | Ann Wilson | Tony Irving | Poängsumma |
| -- | ----------------------------------------- | ---------------- | ---------- | ----------- | ---------- |
| 1  | Keyyo och Hugo Gustafsson                 | 5                | 5          | 4           | 14         |
| 2  | Suzanne Axell och Tobias Bader            | 2                | 2          | 2           | 6          |
| 3  | Anis Don Demina och Katja Lujan Engelholm | 7                | 6          | 6           | 19         |
| 4  | Hanna Hedlund och Tobias Wallin           | 4                | 6          | 6           | 16         |
| 5  | Carola Häggkvist och Tobias Karlsson      | 5                | 5          | 5           | 15         |
| 6  | Michel Tornéus och Jasmine Takács         | 6                | 5          | 4           | 15         |
| 7  | Martin Melin och Maria Zimmerman          | 3                | 3          | 2           | 8          |
| 8  | Janne Josefsson och Malin Watson          | 3                | 3          | 3           | 9          |
| 9  | Filip Lamprecht och Linn Hegdal           | 6                | 6          | 7           | 19         |

#### Utröstning
Listar de två par som erhöll minst tittar- och juryröster under de två första programmen.
Den av dessa två som är markerad med mörkgrå färg är den som tvingats lämna tävlingen (den till vänster).
| Lägst antal poäng                |                                 |
| Janne Josefsson och Malin Watson | Hanna Hedlund och Tobias Wallin |

### Program 3
Sändes på TV4 den 3 april 2021. Deltagarna nedan står angivna efter startordningen.
1. Anis Don Demina och Katja Lujan Engelholm - Tango (Shuffla)
2. Martin Melin och Maria Zimmerman - Jive (Survivor)
3. Hanna Hedlund och Tobias Wallin - American Smooth (Crazy in Love)
4. Suzanne Axell och Tobias Bader - Paso Doble (Strong Enough)
5. Keyyo och Hugo Gustafsson - Vals (Sverige)
6. Filip Lamprecht och Linn Hegdal - Paso Doble (Don't Worry)
7. Carola Häggkvist och Tobias Karlsson - American Smooth (If I Can Dream)
8. Michel Tornéus och Jasmine Takács - Tango (Set Fire to the Rain)

#### Juryns poäng
| Nr | Tävlingspar                               | Dermot Clemenger | Ann Wilson | Tony Irving | Poängsumma |
| -- | ----------------------------------------- | ---------------- | ---------- | ----------- | ---------- |
| 1  | Anis Don Demina och Katja Lujan Engelholm | 6                | 6          | 7           | 19         |
| 2  | Martin Melin och Maria Zimmerman          | 4                | 4          | 3           | 11         |
| 3  | Hanna Hedlund och Tobias Wallin           | 7                | 6          | 6           | 19         |
| 4  | Suzanne Axell och Tobias Bader            | 5                | 4          | 4           | 13         |
| 5  | Keyyo och Hugo Gustafsson                 | 7                | 7          | 7           | 21         |
| 6  | Filip Lamprecht och Linn Hegdal           | 6                | 6          | 7           | 20         |
| 7  | Carola Häggkvist och Tobias Karlsson      | 7                | 6          | 6           | 19         |
| 8  | Michel Tornéus och Jasmine Takács         | 5                | 5          | 5           | 15         |

#### Utröstning
Listar de två par som erhöll minst tittar- och juryröster under programmet.
Den av dessa två som är markerad med mörkgrå färg är den som tvingats lämna tävlingen (den till vänster).
| Lägst antal poäng                |                                           |
| Martin Melin och Maria Zimmerman | Anis Don Demina och Katja Lujan Engelholm |

### Program 4
Sändes på TV4 den 10 april 2021. Deltagarna nedan står angivna efter startordningen.
1. Hanna Hedlund och Tobias Wallin - Quickstep (Havet Är Djupt)
2. Filip Lamprecht och Linn Hegdal - Samba (Jag Vill Ju Va Som Du)
3. Michel Tornéus och Jasmine Takács - Quickstep (Prins Ali)
4. Carola Häggkvist och Tobias Karlsson - Vals (Skönhet inuti)
5. Anis Don Demina och Katja Lujan Engelholm - Jive (Snart Är Det Jag Som Är Kung)
6. Suzanne Axell och Tobias Bader - American Smooth (Din Dröm Ger Dig Allt)
7. Keyyo och Hugo Gustafsson - Paso Doble (Slå Dig Fri)

#### Juryns poäng
| Nr | Tävlingspar                               | Dermot Clemenger | Ann Wilson | Tony Irving | Poängsumma |
| -- | ----------------------------------------- | ---------------- | ---------- | ----------- | ---------- |
| 1  | Hanna Hedlund och Tobias Wallin           | 8                | 8          | 7           | 23         |
| 2  | Filip Lamprecht och Linn Hegdal           | 6                | 6          | 5           | 19         |
| 3  | Michel Tornéus och Jasmine Takács         | 7                | 6          | 7           | 20         |
| 4  | Carola Häggkvist och Tobias Karlsson      | 8                | 8          | 8           | 24         |
| 5  | Anis Don Demina och Katja Lujan Engelholm | 9                | 9          | 9           | 27         |
| 6  | Suzanne Axell och Tobias Bader            | 4                | 3          | 4           | 11         |
| 7  | Keyyo och Hugo Gustafsson                 | 8                | 8          | 9           | 25         |

#### Utröstning
Listar de två par som erhöll minst tittar- och juryröster under programmet.
Den av dessa två som är markerad med mörkgrå färg är den som tvingats lämna tävlingen (den till vänster).
| Lägst antal poäng              |                                   |
| Suzanne Axell och Tobias Bader | Michel Tornéus och Jasmine Takács |

### Program 5
Sändes på TV4 den 17 april 2021. Deltagarna dansade två danser. Den första var tillägnad någon som betyder mycket för dem. Den andra var en Wienervals där juryn delade ut poängen 2-12. Deltagarna nedan står angivna efter startordningen.
1. Michel Tornéus och Jasmine Takács - Contemporary (Du Måste Finnas)
2. Keyyo och Hugo Gustafsson - Contemporary (Girl On Fire)
3. Filip Lamprecht och Linn Hegdal - Contemporary (April, April)
4. Anis Don Demina och Katja Lujan Engelholm - Contemporary (Halo)
5. Carola Häggkvist och Tobias Karlsson - Contemporary (You’ll Be in My Heart)
6. Hanna Hedlund och Tobias Wallin - Contemporary (Slipping Through My Fingers / Me And I)

#### Juryns poäng
| Nr | Tävlingspar                               | Dermot Clemenger | Ann Wilson | Tony Irving | Wienervals | Poängsumma |
| -- | ----------------------------------------- | ---------------- | ---------- | ----------- | ---------- | ---------- |
| 1  | Michel Tornéus och Jasmine Takács         | 10               | 9          | 10          | 4          | 29+4=33    |
| 2  | Keyyo och Hugo Gustafsson                 | 9                | 9          | 8           | 12         | 26+12=38   |
| 3  | Filip Lamprecht och Linn Hegdal           | 8                | 8          | 7           | 10         | 23+10=33   |
| 4  | Anis Don Demina och Katja Lujan Engelholm | 10               | 10         | 10          | 2          | 30+2=32    |
| 5  | Carola Häggkvist och Tobias Karlsson      | 9                | 9          | 9           | 6          | 27+6=33    |
| 6  | Hanna Hedlund och Tobias Wallin           | 10               | 10         | 10          | 8          | 30+8=38    |

#### Utröstning
Listar de två par som erhöll minst tittar- och juryröster under programmet.
Den av dessa två som är markerad med mörkgrå färg är den som tvingats lämna tävlingen (den till vänster).
| Lägst antal poäng               |                                           |
| Hanna Hedlund och Tobias Wallin | Anis Don Demina och Katja Lujan Engelholm |

### Program 6
Sändes på TV4 den 24 april 2021. Deltagarna dansade två danser, båda med Abba tema där den andra var ett Abba battle där juryn delade ut poängen 2-10. Deltagarna nedan står angivna efter startordningen.
1. Keyyo och Hugo Gustafsson - Quickstep (Dancing Queen)
2. Filip Lamprecht och Linn Hegdal - American Smooth (Lay All Your Love On Me)
3. Michel Tornéus och Jasmine Takács - Paso Doble (Take A Chance On Me)
4. Anis Don Demina och Katja Lujan Engelholm - American Smooth (Mamma Mia)
5. Carola Häggkvist och Tobias Karlsson - Paso Doble (Gimme! Gimme! Gimme! (A Man After Midnight))

#### Juryns poäng
| Nr | Tävlingspar                               | Dermot Clemenger | Ann Wilson | Tony Irving | Abba-battle | Poängsumma |
| -- | ----------------------------------------- | ---------------- | ---------- | ----------- | ----------- | ---------- |
| 1  | Keyyo och Hugo Gustafsson                 | 8                | 8          | 7           | 2           | 23+2=25    |
| 2  | Filip Lamprecht och Linn Hegdal           | 10               | 10         | 9           | 8           | 29+8=37    |
| 3  | Michel Tornéus och Jasmine Takács         | 9                | 9          | 10          | 10          | 28+10=38   |
| 4  | Anis Don Demina och Katja Lujan Engelholm | 10               | 10         | 10          | 6           | 30+6=36    |
| 5  | Carola Häggkvist och Tobias Karlsson      | 10               | 10         | 10          | 4           | 30+4=34    |

#### Utröstning
Listar de två par som erhöll minst tittar- och juryröster under programmet.
Den av dessa två som är markerad med mörkgrå färg är den som tvingats lämna tävlingen (den till vänster).
| Lägst antal poäng         |                                 |
| Keyyo och Hugo Gustafsson | Filip Lamprecht och Linn Hegdal |

### Program 7
Sändes på TV4 den 1 maj 2021. Efter att Carola beslutat att lämna tävlingen på grund av hälsoskäl återvände Keyyo till tävlingen. Deltagarna dansade två danser, den andra dansen var en "instant" dans där deltagarna inte fick veta låten de skulle dansa till förrän i direktsändning. Deltagarna nedan står angivna efter startordningen.
Dans 1
1. Filip Lamprecht och Linn Hegdal - Quickstep (Let's Go Crazy)
2. Michel Tornéus och Jasmine Takács - Rumba (In the Middle)
3. Keyyo och Hugo Gustafsson - Tango (Roxanne)
4. Anis Don Demina och Katja Lujan Engelholm - Rumba (Attention)

Dans 2
1. Filip Lamprecht och Linn Hegdal - Jive (Crocodile Rock)
2. Michel Tornéus och Jasmine Takács - Cha cha (Dandi Dansa)
3. Keyyo och Hugo Gustafsson - Cha cha (September)
4. Anis Don Demina och Katja Lujan Engelholm - Cha cha (Can't Stop The Feeling)

#### Juryns poäng
| Nr | Tävlingspar                               | Dermot Clemenger | Ann Wilson | Tony Irving | Poängsumma |
| -- | ----------------------------------------- | ---------------- | ---------- | ----------- | ---------- |
| 1  | Filip Lamprecht och Linn Hegdal           | 7+10             | 8+10       | 7+9         | 22+29=51   |
| 2  | Michel Tornéus och Jasmine Takács         | 8+9              | 8+8        | 9+9         | 25+26=51   |
| 3  | Keyyo och Hugo Gustafsson                 | 7+10             | 7+9        | 8+10        | 22+29=51   |
| 4  | Anis Don Demina och Katja Lujan Engelholm | 10+8             | 10+10      | 10+10       | 30+28=58   |

#### Utröstning
Listar de två par som erhöll minst tittar- och juryröster under programmet.
Den av dessa två som är markerad med mörkgrå färg är den som tvingats lämna tävlingen (den till vänster).
| Lägst antal poäng                 |                                           |
| Michel Tornéus och Jasmine Takács | Anis Don Demina och Katja Lujan Engelholm |

### Program 8
Sändes på TV4 den 8 maj 2021. Deltagarna dansade två danser. Den första var en triodans med en av domarna, och därför gästaden juryn av Rennie Mirro som gav poäng till båda danserna. Deltagarna nedan står angivna efter startordningen.
Dans 1
1. Anis Don Demina och Katja Lujan Engelholm - Paso Doble (Din Tid Kommer)
2. Keyyo och Hugo Gustafsson - Jive (Don't Stop Me Now)
3. Filip Lamprecht och Linn Hegdal - Rumba (Fight Song)

Dans 2
1. Anis Don Demina och Katja Lujan Engelholm - Quickstep (Blinding Lights)
2. Keyyo och Hugo Gustafsson - Samba (The Greatest)
3. Filip Lamprecht och Linn Hegdal - Samba (Jag Vill Ju Va Som Du)

#### Juryns poäng
| Nr | Tävlingspar                               | Rennie Mirro | Dermot Clemenger | Ann Wilson | Tony Irving | Poängsumma |
| -- | ----------------------------------------- | ------------ | ---------------- | ---------- | ----------- | ---------- |
| 1  | Anis Don Demina och Katja Lujan Engelholm | 9+10         | 9                | 10+9       | 10+9        | 29+37=66   |
| 2  | Keyyo och Hugo Gustafsson                 | 10+9         | 10+9             | 10+9       | 10          | 30+37=67   |
| 3  | Filip Lamprecht och Linn Hegdal           | 10+10        | 10+10            | 10         | 10+10       | 30+40=70   |

#### Utröstning
Listar de två par som erhöll minst tittar- och juryröster under programmet.
| Lägst antal poäng         |
| Keyyo och Hugo Gustafsson |

### Program 9
Sändes på TV4 den 15 maj 2021. Deltagarna dansade tre danser var, de första två var danser de dansat tidigare under säsongen och den tredje var ett shownummer. Deltagarna nedan står angivna efter startordningen.
Dans 1
1. Filip Lamprecht och Linn Hegdal - Tango (There's Nothing Holdin' Me Back)
2. Anis Don Demina och Katja Lujan Engelholm - Jive (Snart Är Det Jag Som Är Kung)

Dans 2
1. Filip Lamprecht och Linn Hegdal - American Smooth (Lay All Your Love On Me)
2. Anis Don Demina och Katja Lujan Engelholm - American Smooth (Mamma Mia)

Dans 3
1. Filip Lamprecht och Linn Hegdal - Shownummer
2. Anis Don Demina och Katja Lujan Engelholm - Shownummer

#### Juryns poäng
| Nr | Tävlingspar                               | Dermot Clemenger | Ann Wilson | Tony Irving | Poängsumma  |
| -- | ----------------------------------------- | ---------------- | ---------- | ----------- | ----------- |
| 1  | Filip Lamprecht och Linn Hegdal           | 10+10+10         | 10+9+10    | 10+9+10     | 30+28+30=88 |
| 2  | Anis Don Demina och Katja Lujan Engelholm | 10+9+10          | 10+10+10   | 10+9+10     | 30+28+30=88 |

Listar nedan det par som erhöll flest antal tittar- och juryröster och därmed vann Let's Dance 2021.
| Vinnare                         |
| Filip Lamprecht och Linn Hegdal |